# Kalevan Pallo
Le Kalevan Pallo (KalPa) est un club finlandais de hockey sur glace évoluant dans la Liiga et localisé dans la ville de Kuopio. Fondé en 1929, le KalPa joue ses matchs locaux au Niiralan monttu, une patinoire de 5 165 places.

## Joueurs

### Numéros retirés
- 1 Pasi Kuivalainen
- 27 Jouni Rinne

## Palmarès
- Vainqueur de la Suomen Cup : 1966.
- Vainqueur de la Coupe Spengler : 2018.

## Les logos

Ancien logo
Logo depuis 2008